# Чхакоура
Чхакоура (груз. ჩხაკოურა) — село в Грузии, на территории Чохатаурского муниципалитета края (мхаре) Гурия.

## География
Село находится в западной части Грузии, к югу от реки Губазеули, на расстоянии приблизительно 16 километров (по прямой) к юго-востоку от посёлка городского типа Чохатаури, административного центра муниципалитета. Абсолютная высота — 988 метров над уровнем моря.

## Население
По результатам официальной переписи населения 2014 года, в Чхакоуре проживало 223 человека (112 мужчин и 111 женщин). В национальной структуре населения грузины составляли 100 %.
| Год  | Население, человек |
| ---- | ------------------ |
| 2002 | 331                |
| 2014 | ↘ 223              |